# Henk Eikeboom
Hendrik Wilhelm (Henk) Eikeboom (Amsterdam, 16 februari 1898 - Duitsland, circa 11 mei 1945) was een Nederlandse anarchist.

## Anarchistische ontwikkeling
Tijdens zijn schooltijd schreef hij al gedichten. Zijn droom was om onderwijzer te worden, dus volgde hiervoor hij na zijn schooltijd een opleiding. Tijdens deze opleiding kwam hij in contact met enkele organisaties die verbonden waren door het principe van onthouding, de Kwekelingen Geheel Onthouders Bond en de Jongelieden Geheel Onthouders Bond. Deze organisaties stonden niet alleen achter geheelonthouding, maar hadden ook bredere maatschappelijke principes, zoals antimilitarisme en socialisme. Tijdens deze periode ontwikkelde Eikeboom ook een interesse in Ferdinand Domela Nieuwenhuis' anarchistische gedachtegoed. Het antimilitaristische gedachtegoed manifesteerde zich in het blad De Wapens Neder van de Internationale Anti-Militaristische Vereeniging.

## Dienstweigering
In verband met zijn antimilitaristische sympathieën weigerde Eikeboom, toen hij in 1917 werd opgeroepen, om het leger in te gaan. Hierop werd hij gevangengenomen en aanvankelijk vastgezet in Alkmaar. Tijdens zijn gevangenschap hield Eikeboom een dagboek bij, gevuld met autobiografische en poëtische passages: Dagboekfragmenten uit mijn arresttijd. Hierin beschrijft hij de eerste momenten van zijn gevangenschap met optimisme: in zijn ogen heeft hij eindelijk zijn steentje aan de internationale antimilitaristische beweging bij kunnen dragen. Tot januari 1919 heeft Eikeboom vastgezeten, tot drie maanden na het einde van de oorlog.

## Rapaillepartij
Het café De Uilenkelder was het broeinest van de oprichters van de Rapaillepartij. De meest prominente van het gezelschap was Erich Wichman, waarmee Eikeboom later de voor- en nadelen van fascisme zou afwegen. Later zou Wichman zich namelijk keren tot het fascisme en vertrekken naar Italië, met Mussolini aan de macht. Hiernaast waren Bakels, Rijnders en Eikeboom bij de oprichting betrokken. De aanleiding van de oprichting in 1921 was de ontevredenheid met de invoering van het algemeen mannenkiesrecht en de stemplicht. Volgens hen zou het volk namelijk zelfs op een zwerver kiezen, als zij als verzameling onverschillige burgers gedwongen zou worden om te stemmen. Als stunt zette de Rapaillepartij dus Cornelis de Gelder als lijsttrekker op hun lijst bij de gemeenteraadsverkiezingen in 1921. De Gelder, beter bekend als Had-je-me-maar, was een dakloze alcoholist die vaak zingend te vinden was op het Rembrandtplein in Amsterdam. Met Had-je-me-maar als lijsttrekker won de Rapaillepartij ironisch genoeg twee zetels in de Amsterdamse gemeenteraad. Had-je-me-maar werd echter op de dag van de verkiezingen opgepakt voor openbaar dronkenschap en na de eerste raadsvergadering hieven de oprichters de partij op: zij hadden hun doel bereikt.

## Uitgeverij
In 1919 werd Eikeboom administrateur bij uitgeverij Libertas, de uitgeverij van het weekblad De Vrije Socialist. Na de dood van Ferdinand Domela Nieuwenhuis in 1919 nam Gerard Rijnders, die het blad al voor zijn dood in handen had willen hebben, de redactie van hem over. Samen met Anton Bakels wilde Eikeboom het blad vernieuwen en brachten ze 19 juni 1923 zonder Rijnders een nummer uit. Hierin bekritiseerden ze de inhoud en organisatie van De Vrije Socialist. Rijnders nam hierna spoedig weer het stokje over en uiteindelijk veranderde er niet veel.
Rijnders heeft in 1906 een belangrijke anarchistische uitgeverij opgezet: De Roode Bibliotheek. Deze heeft tussen 1906 en 1947 rond de vierhonderd titels en brochures uitgebracht. De uitgeverij besteedde volgens critici van de anarchistische beweging te weinig aandacht aan nieuwe ontwikkelingen erbinnen, waarop Eikeboom zijn eigen uitgeverij opzette: eerst De Fakkel, hierna De Boemerang, die in 1935 opging in de Vereeniging Anarchistische Uitgeverijen. Deze wordt als de belangrijkste anarchistische uitgeverij van deze tijd gezien. Onder de uitgeverij De Fakkel publiceerde hij enkele eigen brochures: de Anarchist en het huwelijk, Mussolini, Een zektegeval en Het rood blazoen. Vanaf de jaren 20 is Eikeboom actief geweest bij het blad De Vrije Socialist, dat in 1898 is opgezet door Nieuwenhuis. Hij schreef proza, poëzie en journalistiek voor niet alleen De Vrije Socialist, maar ook voor Morgenrood, waar hij later redacteur van werd, en eerdergenoemde De Wapens Neder.

## Interbellum en oorlog
Tijdens het interbellum was Eikeboom zeer actief, met als belangrijke drijfveer de opkomst van het fascisme. Zo wisselde hij voor- met tegenargumenten met Wichman in Pro en Contra het fascisme in NL, dat in 1925 werd uitgegeven, en debatteerde hij met verschillende fascisten. Tijdens deze periode werd hij ook gedwongen om afstand te doen van de positie van redacteur van het blad De Arbeider en werd hij uit de Sociaal Anarchistische Actie gezet.

### Open brief aan Einstein
In oktober 1933 schreef Eikeboom een open brief in het tijdschrift Bevrijding orgaan v.d. Bond v Religieuze Anarcho-Communisten, aan Albert Einstein, waarin hij zijn teleurstelling uitsprak over het veranderde standpunt van Einstein, die Europese landen had opgeroepen niet hun ogen te sluiten voor het gevaar van de herbewapening van Duitsland. Hij verweet Einstein te zijn overgelopen naar het militairisme.
Tijdens de Tweede Wereldoorlog stapte Eikeboom in het verzet. Zo was hij vanaf het begin betrokken bij het verzetsblad de Vonk, onderdeel van de socialistische verzetsbeweging met identieke naam. Hierbij hielp hij verzetsstencils samen te stellen en schreef hij ook zelf stukken, bijvoorbeeld over de Februaristaking in februari 1941. Eikebooms naam stond op een lijst met te arresteren communisten, die de Duitsers na hun inval in de Sovjet-Unie hadden samengesteld. Hij dook bij het horen van dat nieuws onder in Den Haag en ging hier verder met het schrijven en publiceren van verzetsdocumenten. Voorzichtig ging hij echter niet te werk; hij bleef reizen met de trein en diverse vrouwen met wie hij een relatie had bezoeken. In zijn kamer slingerden anti-Duitse documenten rond. In december 1941 werd hij uiteindelijk opgepakt, mogelijk nadat een bedrogen vrouw hem had verraden. Eerst zat hij vast in de gevangenis in Scheveningen, later werd hij overgebracht naar kamp Amersfoort. Zijn in gevangenneming beteugelde zijn anarchistische karakter allerminst. Omdat hij het kampreglement overtrad, onderging hij meerdere malen ernstige mishandelingen, een patroon dat zich tot het einde van zijn leven zou herhalen. In maart 1943 kwam hij in kamp Vught terecht, waar hij in de drukkerij te werk werd gesteld. Het verhaal gaat dat hij daar een boek zou hebben geschreven, dat naar buiten gesmokkeld zou zijn. Bewijs daarvoor ontbreekt. In Vught verslechterde zijn conditie sterk. Na Dolle Dinsdag werd hij op transport gesteld naar Rotenburg, waar in de buurt een onderafdeling van het concentratiekamp Neuengamme was gelegen. Door kou, honger, dorst en mishandelingen verslechterde zijn toestand hier verder. Hij liep er tyfus op en is - vermoedelijk na een dodenmars - in kamp Sandbostel op 11 mei 1945 overleden.
- Digitale Bibliotheek voor de Nederlandse Letteren: eike001
- Gemeinsame Normdatei: 118956515
- International Standard Name Identifier: 0000 0000 8377 0000
- Library of Congress Control Number: n85264324
- Nationale Bibliotheek van Tsjechië: jo20251262891
- Virtual International Authority File: 42637504
- WorldCat: E39PBJbRmC3tG37mrrfBQxqhHC